# Delbar-e Rok Rok (ort i Iran)
Delbar-e Rok Rok (persiska: دلبر رک رک) är en ort i Iran.   Den ligger i provinsen Lorestan, i den västra delen av landet, 400 km sydväst om huvudstaden Teheran. Delbar-e Rok Rok ligger 1 018 meter över havet och antalet invånare är 262.
Terrängen runt Delbar-e Rok Rok är huvudsakligen kuperad, men åt nordost är den platt. Delbar-e Rok Rok ligger nere i en dal.Runt Delbar-e Rok Rok är det ganska tätbefolkat, med 72 invånare per kvadratkilometer. Närmaste större samhälle är Cham-e Dīvān, 2,2 km söder om Delbar-e Rok Rok. Omgivningarna runt Delbar-e Rok Rok är i huvudsak ett öppet busklandskap.